# Nuno Santos (football, 1980)
Pour les articles homonymes, voir Nuno Santos et Santos (homonymie).
Nuno Santos est un footballeur portugais né le 19 juin 1980 à Viana do Castelo. Il évolue au poste de défenseur.

## Biographie
Nuno Santos naît à Viana do Castelo, dans la banlieue de Porto. Il commence sa carrière dans de nombreux clubs de troisième et quatrième division où il joue exclusivement au poste de milieu gauche voir de milieu offensif, postes où il continuera d'évoluer malgré son replacement en défense. Il accède au deuxième niveau portugais en 2004 en évoluant au Varzim SC, il y reste quatre ans puis il signe au Clube Desportivo Santa Clara, sur l'ile des Açores qui évolue aussi en deuxième division.
En mai 2010, à l'âge de 30 ans, il signe un contrat de deux ans avec un club de Primeira Liga, le Futebol Clube Paços de Ferreira. Avec le club du Paços Ferreira, il dispute deux matchs en Ligue des champions, et trois en Ligue Europa. Quatre en plus tard, il rejoint les rangs du CD Tondela, avec qui il joue la montée. En juin 2016, après une saison supplémentaire en première division, il rejoint pour une saison, l'Associação Académica de Coimbra qui vient d'être reléguée.

## Carrière
Arrêtées à l'issue de la saison 2016-2017
- 5 saisons en championnat de D.I , 74 matchs 0 but.
- 5 saisons en championnat de D.II , 144 matchs 20 buts.
- 6 saisons en championnat de D.III , 173 matchs 39 buts.
- 2 saisons en championnat de D.IV , 3 matchs 0 but.

## Statistiques de joueur

### Synthèse
| Saison                | Club                  | Championnat           | Championnat | Championnat | Coupe(s) nationale(s) | Coupe(s) nationale(s) | Compétition(s) continentale(s) | Compétition(s) continentale(s) | Compétition(s) continentale(s) | Total | Total |
| Saison                | Club                  | Division              | M.          | B.          | M.                    | B.                    | Comp.                          | M.                             | B.                             | M.    | B.    |
| 1999-2000             | GC Serzedelo          | D4                    | 0           | 0           | 0                     | 0                     | -                              | 0                              | 0                              | 0     | 0     |
| Sous-total            | Sous-total            | Sous-total            | 0           | 0           | 0                     | 0                     | -                              | 0                              | 0                              | 0     | 0     |
| 2000-2001             | Oliveira do Bairro SC | D4                    | 3           | 0           | 0                     | 0                     | -                              | 0                              | 0                              | 3     | 0     |
| Sous-total            | Sous-total            | Sous-total            | 3           | 0           | 0                     | 0                     | -                              | 0                              | 0                              | 3     | 0     |
| 2001-2002             | FC Oliveira Hospital  | D3                    | 32          | 5           | 1                     | 0                     | -                              | 0                              | 0                              | 33    | 5     |
| Sous-total            | Sous-total            | Sous-total            | 32          | 5           | 1                     | 0                     | -                              | 0                              | 0                              | 33    | 5     |
| 2002-2003             | SCU Torreense         | D3                    | 33          | 8           | 1                     | 0                     | -                              | 0                              | 0                              | 34    | 8     |
| Sous-total            | Sous-total            | Sous-total            | 33          | 8           | 1                     | 0                     | -                              | 0                              | 0                              | 34    | 8     |
| 2003-2004             | Académico Viseu       | D3                    | 5           | 0           | 0                     | 0                     | -                              | 0                              | 0                              | 5     | 0     |
| Sous-total            | Sous-total            | Sous-total            | 5           | 0           | 0                     | 0                     | -                              | 0                              | 0                              | 5     | 0     |
| 2003-2004             | UD Oliveirense        | D3                    | 30          | 8           | 2                     | 0                     | -                              | 0                              | 0                              | 32    | 8     |
| Sous-total            | Sous-total            | Sous-total            | 30          | 8           | 2                     | 0                     | -                              | 0                              | 0                              | 32    | 8     |
| 2004-2005             | Varzim SC             | D2                    | 24          | 2           | 0                     | 0                     | -                              | 0                              | 0                              | 24    | 2     |
| Sous-total            | Sous-total            | Sous-total            | 24          | 2           | 0                     | 0                     | -                              | 0                              | 0                              | 24    | 2     |
| 2005-2006             | UD Oliveirense        | D3                    | 21          | 4           | 3                     | 0                     | -                              | 0                              | 0                              | 24    | 4     |
| 2006-2007             | UD Oliveirense        | D3                    | 24          | 6           | 1                     | 0                     | -                              | 0                              | 0                              | 25    | 6     |
| 2007-2008             | UD Oliveirense        | D3                    | 28          | 8           | 4                     | 1                     | -                              | 0                              | 0                              | 32    | 9     |
| Sous-total            | Sous-total            | Sous-total            | 73          | 18          | 8                     | 1                     | -                              | 0                              | 0                              | 81    | 19    |
| 2008-2009             | CD Santa Clara        | D2                    | 30          | 9           | 5                     | 0                     | -                              | 0                              | 0                              | 35    | 9     |
| 2009-2010             | CD Santa Clara        | D2                    | 28          | 3           | 7                     | 1                     | -                              | 0                              | 0                              | 35    | 4     |
| Sous-total            | Sous-total            | Sous-total            | 58          | 12          | 12                    | 1                     | -                              | 0                              | 0                              | 70    | 13    |
| 2010-2011             | FC Paços Ferreira     | D1                    | 14          | 0           | 4                     | 0                     | -                              | 0                              | 0                              | 18    | 0     |
| 2011-2012             | FC Paços Ferreira     | D1                    | 14          | 0           | 1                     | 0                     | -                              | 0                              | 0                              | 15    | 0     |
| 2012-2013             | FC Paços Ferreira     | D1                    | 8           | 0           | 4                     | 0                     | -                              | 0                              | 0                              | 12    | 0     |
| 2013-2014             | FC Paços Ferreira     | D1                    | 13          | 0           | 2                     | 0                     | C1+C3                          | 5                              | 0                              | 20    | 0     |
| Sous-total            | Sous-total            | Sous-total            | 49          | 0           | 11                    | 0                     | -                              | 5                              | 0                              | 65    | 0     |
| 2014-2015             | CD Tondela            | D2                    | 32          | 6           | 4                     | 1                     | -                              | 0                              | 0                              | 36    | 7     |
| 2015-2016             | CD Tondela            | D1                    | 25          | 0           | 0                     | 0                     | -                              | 0                              | 0                              | 25    | 0     |
| Sous-total            | Sous-total            | Sous-total            | 57          | 6           | 4                     | 1                     | -                              | 0                              | 0                              | 61    | 7     |
| 2016-2017             | Académica             | D2                    | 30          | 0           | 3                     | 0                     | -                              | 0                              | 0                              | 33    | 0     |
| Sous-total            | Sous-total            | Sous-total            | 30          | 0           | 3                     | 0                     | -                              | 0                              | 0                              | 33    | 0     |
| Total sur la carrière | Total sur la carrière | Total sur la carrière | 394         | 59          | 42                    | 3                     | -                              | 5                              | 0                              | 441   | 62    |

Statistiques actualisées le 22/05/2017

### Matchs disputés en coupes continentales
| Matchs | Date              | Stade                                  | Adversaire               | Résultat | Minutes | Compétition                             | Buts | Tour             | Club                 |
| ------ | ----------------- | -------------------------------------- | ------------------------ | -------- | ------- | --------------------------------------- | ---- | ---------------- | -------------------- |
| 1      | 20 août 2013      | Estádio do Dragão, Porto               | Zénith Saint-Pétersbourg | 1 – 4    | 90 min  | Ligue des champions de l'UEFA 2013-2014 | 0    | Barrages         | FC Paços de Ferreira |
| 2      | 28 août 2013      | Stade Petrovski, Saint-Pétersbourg     | Zénith Saint-Pétersbourg | 4 – 2    | 64 min  | Ligue des champions de l'UEFA 2013-2014 | 0    | Barrages         | FC Paços de Ferreira |
| 3      | 19 septembre 2013 | Stade Artemio-Franchi, Florence        | Fiorentina               | 3 – 0    | 90 min  | Ligue Europa 2013-2014                  | 0    | Phase de groupes | FC Paços de Ferreira |
| 4      | 24 octobre 2013   | Estádio D. Afonso Henriques, Guimarães | FK Dnipro                | 0 – 2    | 90 min  | Ligue Europa 2013-2014                  | 0    | Phase de groupes | FC Paços de Ferreira |
| 5      | 7 novembre 2013   | Dnipro Arena, Dnipropetrovsk           | FK Dnipro                | 2 – 0    | 90 min  | Ligue Europa 2013-2014                  | 0    | Phase de groupes | FC Paços de Ferreira |

## Palmarès

### Avec leCD Tondela
- Champion du Portugal de 2e Division lors de la saison 2014-15.